# 周济林
周济林（1969年—），男，浙江金华人，中国天体力学家，南京大学教授。曾任南京大学天文与空间科学学院院长，现任南京大学党委常委，研究生院常务副院长。